# Pseudopanurgus irregularis
Pseudopanurgus irregularis är en biart som först beskrevs av Cockerell 1922.  Pseudopanurgus irregularis ingår i släktet Pseudopanurgus och familjen grävbin. Inga underarter finns listade i Catalogue of Life.